# Urbain de Laval

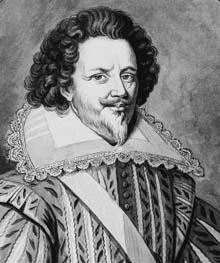
Urbain de Laval Bois-Dauphin, Anonym, 16. Jahrhundert

Urbain de Laval (* 1557; † 27. März 1629 in Sablé) genannt le Marquis de Bois-Dauphin, war ein französischer Militär und Diplomat; er war Marquis de Sablé und Seigneur de Bois-Dauphin, Marschall von Frankreich und Gouverneur von Anjou. Er war ein Angehöriger der Linie Laval des Hauses Montmorency.

## Leben
Urbain de Laval-Bois-Dauphin war der einzige Sohn von René II. de Laval, Seigneur de Bois-Dauphin etc. († 1557) und Jeanne de Lenoncourt (Haus Lenoncourt). Bereits im Jahr seiner Geburt beerbte er seinen Vater. Er war Marquis de Sablé (das er 1593 erwarb), Comte de Bresteau-au-Maine (in Lombron), Seigneur de Bois-Dauphin (in Précigné), de Précigné, d’Au(l)nay, de Louaillé, de Saint-Aubin et de Coudrayes et de Beillé.
Die ersten gut zwanzig Jahre seiner Militärlaufbahn, von 1574 bis 1595, kämpfte er auf der Seite der Herzöge und damit gegen den König. 1575 nahm er an der Belagerung von Livron teil und 1580, während des Siebten Hugenottenkriegs, an der Belagerung von La Fère. 1587 kämpfte er unter dem Kommando von Henri I. de Lorraine, duc de Guise, am 26. Oktober in der Schlacht bei Vimory und am 24. November in der Schlacht bei Auneau.
Bei dem Journée des Barricades genannten Volksaufstand vom 12. Mai 1588 besetzte er die Place Maubert, ließ dabei aber den Aufständischen aber so viel Zeit, dass sie Ketten über die Straßen spannen und die Ausgänge sperren konnten. König Heinrich III. ließ ihn im folgenden Dezember bei den Generalständen von Blois festnehmen, entließ ihn dann aber auf Ehrenwort. Er verteidigte die Stadt Le Mans gegen den neuen König Heinrich IV., übergab sie ihm aber am fünften Tag der Belagerung, am 2. Dezember 1589.
Am 14. März 1590 kämpfte er auf Seiten der Katholischen Liga in der Schlacht bei Ivry, in der er am Kopf verwundet und gefangen genommen wurde.
1591 marschierte er mit Alessandro Farnese, Herzog von Parma in die Normandie, um Rouen zu unterstützen. Unter Philippe-Emmanuel de Lorraine, Herzog von Mercœur, zwang er 1592 Henri de Montpensier, Prinz von Dombes, die Belagerung von Craon aufzuheben, bei dessen Rückzug er die Nachhut angriff. Am 24. Mai besetzte er Château-Gontier. In Ambrières bei Mayenne ließ er 500 Engländer töten, die aus Craon entkommen waren.
1595 unterwarf er sich Heinrich IV., indem er ihm Sablé und Château-Gontier übergab, und kehrte in den königlichen Dienst zurück. Heinrich IV. machte ihn am 5. Januar 1597 zum Ritter im Orden vom Heiligen Geist. Am 25. Juli 1597 wurde er im Feldlager von Amiens zum Marschall von Frankreich ernannt, den Eid leistete er am 7. April, und im gleichen Jahr zum Conseiller d’État. 1601 wurde er außerordentlicher Gesandter an den kaiserlichen Hof in Wien geschickt. Am 4. Oktober 1609 wurde er zum Gouverneur und Lieutenant-général des Anjou ernannt.
Als Generalleutnant kommandierte er die Armee des Königs Ludwig XIII. gegen die unzufriedenen Fürsten, mit Order vom 4. August 1615 wurde er beauftragt, Paris zu verteidigen, die Armee der Fürsten aufzuhalten und keine Schlacht zu riskieren. Er besetzte das Feldlager des Duc de Piney, nahm die Mannschaft fest und die Kasse an sich; er verlegte Truppen nach Gien, wo die Rebellen Unterstützer hatten, und befreite die Karabinier des Königs, die in Housson belagert wurden; anschließend rückte er ins Poitou vor, um den Fürsten hier den Zugang zu versperren.
1619 empfing er die Königinmutter in Les Ponts-de-Cé an der Spitze von 1500 Reitern und trat im Monat Juni zugunsten der aus der Haft in Blois geflohenen Königinmutter Maria de’ Medici von der Regierung des Anjou zurück. In der Schlacht bei Les Ponts-de-Cé am 7. August 1620 kämpfte er auf ihrer Seite.
Später zog er sich nach Sablé zurück, wo er am 27. März 1629 starb. Er wurde in der Kirche von Précigné bestattet.

## Ehe und Familie
Er heiratete am 16. Februar 1577 in Angers Madeleine de Montécler, Dame de Bourgon, d’Airon, de Bois-au-Parc, de Montaudin-au-Maine, de Bargé, des Grand-Beaucamps, de Fontenailles, de Pantloup, de Bourgnouvel, de Coulonge et de Chansonney (* wohl 1562; † 17. Mai 1612), Erbtochter von René de Montécler, Seigneur de Bourgon etc., und Claude des Hayes, Dame de Fontenailles. Sie hatten drei Söhne:
- Philippe Emmanuel de Laval († 4. Juni 1640 in Bois-Dauphin an einem Schlaganfall) Marquis de Sablé, Comte de Bresteau, Seigneur de Bois-Dauphin, de Précigné, de Baif, d’Aulnay, de Louaillé, de Saint-Aubin, des Coudrayes, de Saint-Mars, de Bourgon, d’Airon, de Bois-au-Parc, de Montaudin et de Fontenailles; ⚭ Madeleine de Souvré (* 1598; † 16. Januar 1678), Tochter von Gilles de Souvré, Marquis de Courtanvaux, Marschall von Frankreich, und Françoise de Bailleul, Dame de Renouard-en-Normandie
- 2 Söhne († klein)

Darüber hinaus hatte er eine uneheliche Tochter mit Marie Gérard: Urbaine bâtarde de Laval, die am 24. Oktober 1645 in Paris Nicolas Maréchal heiratete.